# Діагрид

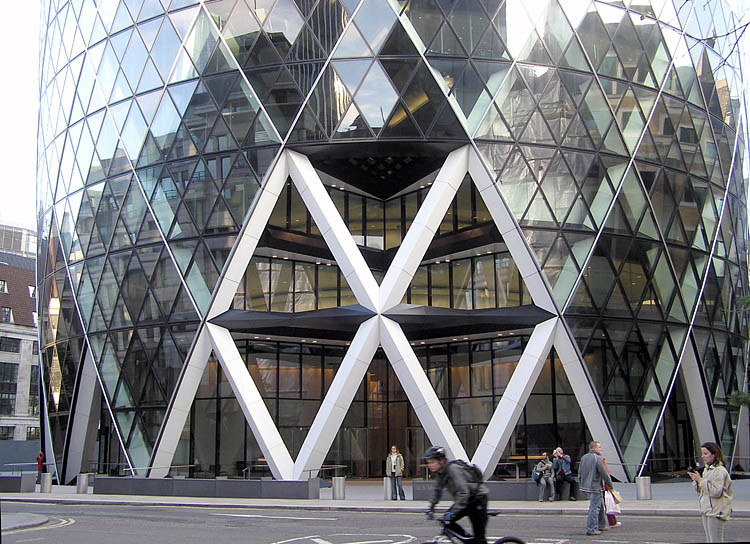
База 30 St Mary Axe, Лондон, Велика Британія

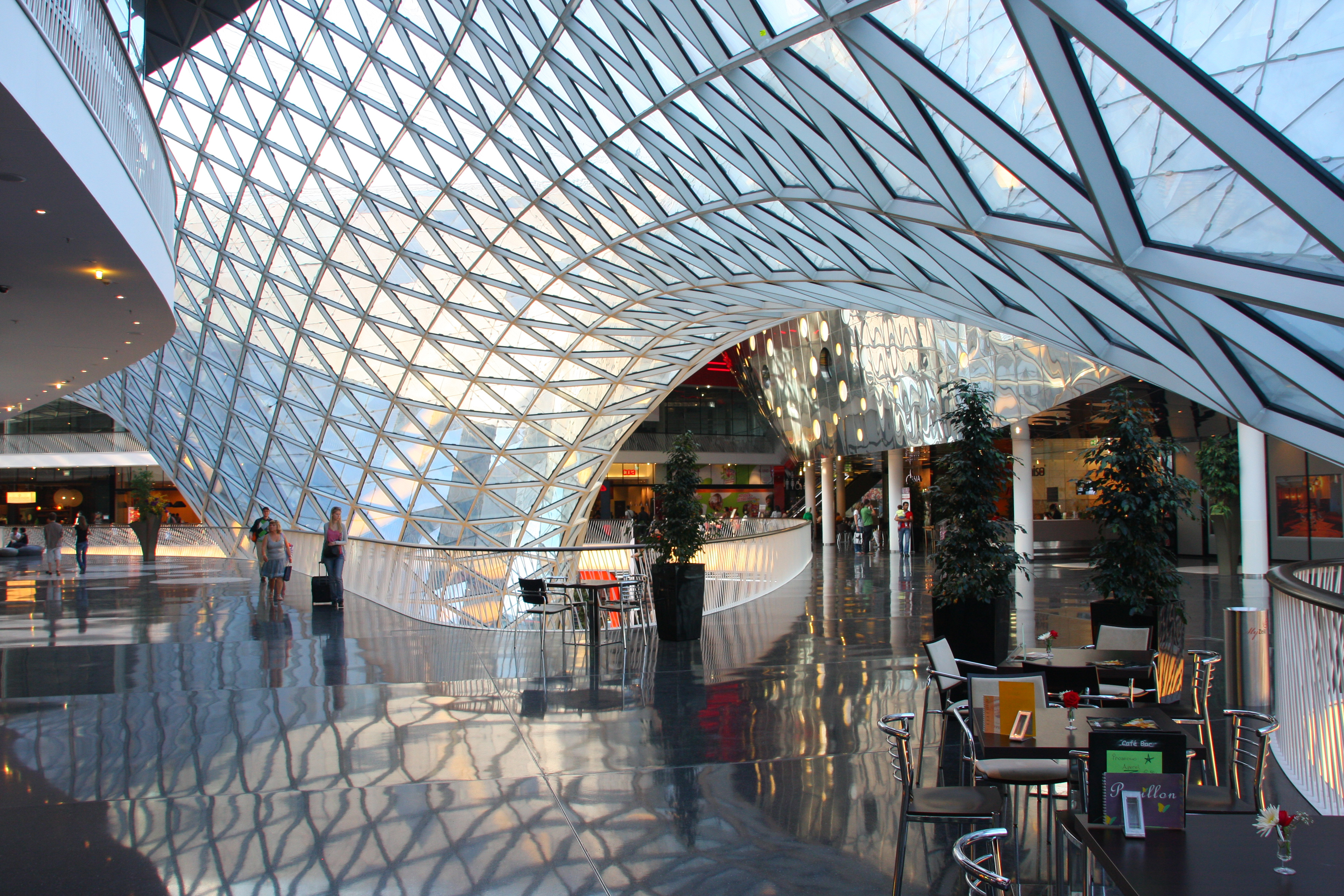
MyZeil, Франкфурт, Німеччина

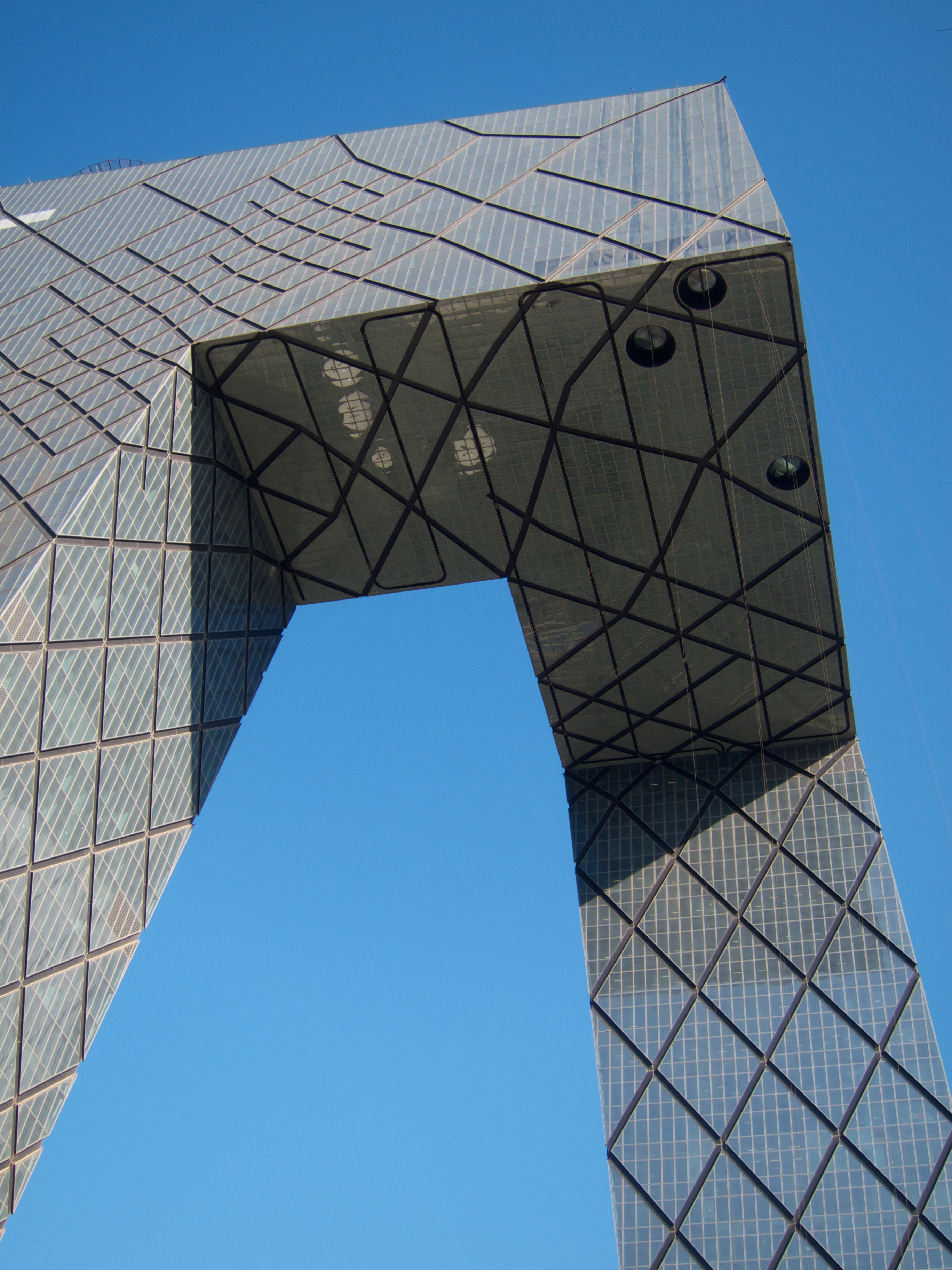
Штаб-квартира відеоспостереження, Пекін, Китай

Діагрид (англ. diagrid — діагонально-перетинчата сітка) — концепція стійкого каркасу, виконаного з діагонально взаєморозміщених металевих, бетонних або дерев'яних балок, який використовується при будівництві будівель і дахів. Подібних підхід є економним щодо використання конструкційної сталі, ніж звичайний сталевий каркас — наприклад, Вежа Херст у Нью-Йорку, розроблена Норманом Фостером, використовує на 21 відсоток менше сталі, ніж у стандартній конструкції. Діагрид позбавляє потреби в колонах як при горизонтально-спрямованих балках і може використовуватися для виготовлення великих просторових покрівельних просторів без колон. Інша знакова споруда, яку спроєктував Фостер, 30 Сент-Мері Сокира, у Лондоні, Велика Британія, знана як «Корнішон», також використовує систему діагриду. Один із перших авторів конструктивізму p з використанням діагриду та гіперболоїдних конструкцій на теренах України та Росії за словами англійського архітектора Яна Річі вважають Шухова Володимира Григоровича.

## Будинки, що використовують діагрид
- Вежа Шухова в Полібіно, Полібіно, Росія (1896)
- Ротонда Шухова на Всеросійській виставці, Нижній Новгород, Росія (1896)
- Вежа Шухова, Москва, Росія
- Вежа Херст, Нью-Йорк, США
- 30 St Mary Axe, Лондон, Англія
- Штаб-квартира відеоспостереження, Пекін, Китай
- Лук, Калгарі, Канада
- Центральна бібліотека Сіетла, Сіетл, США
- Capital Gate, Абу-Дабі, Об'єднані Арабські Емірати
- Штаб-квартира Aldar, Абу-Дабі, Об'єднані Арабські Емірати
- Міжнародний фінансовий центр Гуанчжоу, Гуанчжоу, Китай
- Великий суд королеви Єлизавети II у Британському музеї, Лондон, Англія
- Купол Нагоя, Нагоя, Японія
- Оглядова вежа Коркеасаарі [Архівовано 30 жовтня 2020 у Wayback Machine.], Гельсінкі, Фінляндія
- Вежа Вестхафен, Франкфурт, Німеччина
- MyZeil, Франкфурт, Німеччина
- Кристал, Копенгаген, Данія
- Ботанічний сад Шанхай [Архівовано 11 квітня 2021 у Wayback Machine.], Шанхай, Китай
- Паунсдорфський центр [Архівовано 14 квітня 2021 у Wayback Machine.], Лейпциг, Німеччина
- Водний центр узбережжя [Архівовано 20 січня 2018 у Wayback Machine.], Капіті, Нова Зеландія
- Південно-Австралійський інститут охорони здоров'я та медичних досліджень [Архівовано 20 квітня 2021 у Wayback Machine.], Аделаїда, Австралія
- Відправлення зал на залізничному вокзалі Кінгс Крос, Лондон, Англія
- Будинок об'єднаних металургійних підприємств [Архівовано 8 грудня 2015 у Wayback Machine.], Пітсбург, США
- Вежа Торнадо, Доха, Катар
- One Shelley Street [Архівовано 6 лютого 2018 у Wayback Machine.], Сідней, Австралія
- Транспортна розв'язка [Архівовано 14 вересня 2017 у Wayback Machine.] в Технологічному інституті Манукау, Отара, Нова Зеландія
- Центр живої планети WWF [Архівовано 4 серпня 2020 у Wayback Machine.], Вокінг, Англія
- Набережна Ньюфаундленда, Лондон, Англія
- Колишній Банко де Лондрес. Місто Росаріо, провінція Санта-Фе, Аргентина
- Lotte World Tower, Сеул, Республіка Корея